# Laccodrosophila flavipes
Laccodrosophila flavipes är en tvåvingeart som beskrevs av Oswald Duda 1927. Laccodrosophila flavipes ingår i släktet Laccodrosophila och familjen daggflugor. Inga underarter finns listade i Catalogue of Life.